# Tordères
Tordères (katalanisch Torderes) ist eine französische Gemeinde mit 186 Einwohnern (Stand 1. Januar 2022) im Département Pyrénées-Orientales in der Region Okzitanien. Sie liegt 20 Kilometer südwestlich von Perpignan.

## Geografie
Tordères ist eine Gemeinde in der Region Aspres mit einer Größe von 991 Hektar. Die höchste Erhebung ist der Roc del Quers (391 m), Die Landschaft ist von Weinfeldern, Olivenbäumen, Korkeichenwäldern und der Garigue geprägt. Llauro, Fourques, Passa und Montauriol sind die nächsten Nachbargemeinden.

## Geschichte
Ab 1973 bildete Tordères mit Passa und Llauro die Gemeinde Passa-Llauro-Tordères. Die drei Gemeinden wurden 1989 wieder eigenständig.